# C13H22
化学式C13H22（摩尔质量：178.31 g/mol，不饱和度为3）可指：
- 二叔丁基环戊二烯，CAS号：114987-03-0
- 全氢芴，CAS号：5744-03-6

|  | 这个同类索引页列出了具有相同分子式的化学物（即同分異構體）条目。 除非您是有意链接至本页，否则应将相应条目的内部链接指向正确的条目。 |